# Oficina de seguridad pública (China)
Una oficina de seguridad pública (PSB; en chino, 公安局; pinyin, gōng'ānjú) en China se refiere a una oficina gubernamental que actúa esencialmente como una estación de policía o de una policía local o provincial; Las estaciones de policía más pequeñas se llaman puestos de policía (en chino, 派出所; pinyin, pàichūsuǒ). El sistema PSB es similar en concepto al sistema japonés Kōban, y está presente en cada provincia y municipio. Por lo general, un PSB maneja la vigilancia, la seguridad pública y el orden social. Otras tareas incluyen el registro de residencia ("hukou") y asuntos de migración interna y externa, como el registro de residentes temporales (incluidos los visitantes extranjeros y nacionales).
El sistema de oficinas de seguridad pública es administrado por el Ministerio de Seguridad Pública, que coordina el trabajo de las oficinas de seguridad pública provinciales que también son responsables ante los gobiernos locales y las ramas del Partido Comunista de China. Las oficinas provinciales de seguridad pública a su vez administran las oficinas secundarias y sucursales de seguridad pública a nivel de condado o distrito, que desempeñan una función similar a las estaciones de policía más grandes. Los puestos avanzados de nivel más bajo son puestos de policía, que desempeñan un papel similar al de las pequeñas estaciones de policía locales.
La red de oficinas de seguridad pública y el Ministerio de Seguridad Pública no deben confundirse con la red separada pero paralela de oficinas de seguridad estatal, administrada a nivel nacional por el Ministerio de Seguridad del Estado, que es responsable de la inteligencia externa e interna, y realiza un papel de "policía secreta". Los dos sistemas están separados administrativamente, aunque a nivel local cooperan en gran medida y a menudo comparten recursos.
La mayoría de las principales ciudades chinas tendrán un PSB asignado para atender las necesidades de seguridad locales. Cada provincia, municipio y región autónoma (excluyendo las regiones administrativas especiales de Macao y Hong Kong, que tienen sus propias fuerzas policiales, la Policía de Hong Kong y la Policía de Seguridad Pública de Macao) tiene un Departamento de Seguridad Pública a nivel provincial (en chino simplificado, 公安厅; pinyin, Gōng'āntīng) o PSB municipal para tratar los problemas de seguridad provinciales.
En 2016, el PSB de Xinjiang firmó un acuerdo de asociación con Huawei. En 2019, el mismo PSB y sus PSB municipales subordinados fueron sancionados por el gobierno de los EE. UU. Por su papel en los abusos de los derechos humanos contra los uigures.

## Funciones y responsabilidades
- Servicios de bomberos
- Tráfico
- Protección VIP
- Asuntos de Inmigración y Visitantes
- Seguridad Pública
- Control de crimen
- Seguridad pública e información [cita requerida]